# Miguel Negrete
José Miguel Pascual Negrete Novoa (Tepeaca, Puebla; 8 de mayo de 1825-Ciudad de México, 5 de enero de 1897), conocido como Miguel Negrete, fue un militar y político mexicano. Participó durante las guerras civiles del siglo XIX, así como durante las intervenciones de Estados Unidos y Francia. Fue ministro de Guerra durante la presidencia de Benito Juárez.

## Intervención estadounidense y Revolución de Ayutla
Fue hijo de Cayetano Negrete y de Aparicia Novoa. Miguel Negrete luchó contra los estadounidenses durante la Primera intervención estadounidense en México. En 1855 se levantó en armas en Zamora, Michoacán, durante la Revolución de Ayutla en apoyo de las fuerzas liberales con el objetivo de derrocar la dictadura de Su Alteza Serenísima Antonio López de Santa Anna. Durante los acontecimientos llegó a ser ascendido al grado de coronel.

## Guerra de Reforma
Tras el pronunciamiento del Plan de Tacubaya de Félix Zuloaga contra el gobierno de Ignacio Comonfort y la Constitución Federal de 1857, Negrete decidió unirse al bando Zuloaga, militando en estas fuerzas y abrazando los ideales de los conservadores durante la Guerra de Reforma.
A finales de diciembre de 1857 se inicia el período de pronunciamientos en contra de las tropas conservadoras. Con esto, Miguel Negrete, tras llegar a Tlaxcala, en Santa Ana Chiautempan se muestra en favor de la Constitución, poniéndola de nuevo en vigor en el estado de Tlaxcala, tomando la capital del estado y, acto seguido, atacando la Ciudad de Puebla.
En abril de 1858 vuelve a cambiar de bando, ahora con los conservadores, siendo por ello ascendido al grado de general a instancias del general conservador Miguel Miramón.
Participó junto con Leonardo Márquez y José Joaquín Ayesterán el 22 de diciembre de 1860 en la Batalla de Calpulalpan. Fue derrotado por las tropas liberales comandadas por Jesús González Ortega en los llanos de Calpulalpan, Estado de México. Se retiró a la vida privada gracias a una amnistía que le ofreció el gobierno de Juárez.

## Intervención francesa
Durante la Segunda Intervención Francesa en México, Negrete hizo a un lado su ideología conservadora y participó en la defensa del territorio mexicano. Ante el avance de las tropas francesas hacia el centro de México, Negrete reaccionó y se puso de parte del bando liberal con su célebre frase "Yo tengo Patria antes que Partido".
Unido al ejército republicano y a las órdenes del general Ignacio Zaragoza, ambos se cubrieron de gloria en la Batalla de Las Cumbres y en la Batalla de Puebla el 5 de mayo de 1862, llegando a ser considerado como el segundo héroe de dicha batalla al defender el Fuerte de Loreto; al respecto Ernesto de la Torre comenta:

Negrete, con 1200 soldados y dos baterías de campaña y montaña, defendía las alturas y fue quien llevó el peso de la batalla y a quien se debió el triunfo, auxiliado heroicamente por todos sus compañeros, dirigidos certeramente por el general Ignacio Zaragoza.

Hacia 1863, y siendo gobernador del Estado de Puebla, ante el avance de las tropas francesas se les encomendó a él y a Jesús González Ortega (nuevo General en Jefe del Ejército de Oriente) la defensa del Sitio de Puebla. Tomada ésta por los franceses, desbandándose el Ejército de Oriente, huyeron sus jefes y generales, entre ellos Negrete, Jesús González Ortega, Felipe Berriozábal y Porfirio Díaz. Todos ellos serían apresados en el camino a Veracruz y, tras ello, llevados prisioneros a Francia, pero Negrete logró escapar. Puesto a las órdenes de Benito Juárez fue ministro de Guerra de marzo de 1864 a agosto de 1865. Tomó parte en la toma de las ciudades de Monterrey y Saltillo.

## República restaurada
Finalizada la intervención francesa, llegó a sublevarse en contra de Juárez  durante dos ocasiones, en las cuales fue repelido y llevado al orden. La primera fue para apoyar a Julio López Chávez en Texcoco quien había lanzado en Chalco el Manifiesto a todos los oprimidos y los pobres de México y del universo. Negrete logró tomar los fuertes de Loreto y Guadalupe, pero pronto fue aprehendido y sentenciado a muerte. El general Porfirio Díaz le concedió su indulto por su pasado en la participación en la batalla y en el Sitio de Puebla.
En 1872 apoyó al Plan de la Noria contra el gobierno de Juárez bajo el lema de "No reelección". Debido a la muerte inesperada de Juárez, Sebastián Lerdo de Tejada asumió la presidencia y la rebelión de la Noria no continuó. Cuatro años más tarde, al finalizar el período presidencial de Lerdo de Tejada, ante el inminente intento de reelección, Negrete participó, apoyando a Porfirio Díaz en la Revolución de Tuxtepec en 1876, nuevamente bajo el principio de "Que ningún mexicano se perpetúe en el poder y ésta será la última revolución", así como bajo el lema de "Sufragio efectivo; No reelección".

## Porfiriato
En 1879, durante el porfiriato, Negrete publicó un manifiesto dirigido a la nación, criticando y acusando a Porfirio Díaz de traicionar la Constitución de 1857.

«Combatí la administración del señor Juárez a pesar del gran respeto a ese alto personaje, cuyo renombre ha sido consagrado por la historia, cuando su prolongación en el gobierno había roto el apoyo de la opinión y el cimiento de la voluntad nacional. El pueblo me arrebató entonces de las gradas del cadalso: a él debo la vida y a él sólo consagro mi existencia...»

«Volví al campo de la revolución, cuando vi que el país entero se había abstenido de concurrir a los comicios presidenciales, y que por medio de una elección oficial se le imponía a la República, un hombre y una situación por otros cuatro años y contra su voluntad..»

«En estos mismos momentos se conspira contra las garantías públicas, disponiendo una farsa electoral para la próxima presidencia, en que el pueblo aparezca como rey de burlas, en la cobarde suplantación del sufragio constitucional...»
Miguel Negrete, 1 de junio de 1879.

Se levantó en armas en contra del presidente Porfirio Díaz en los límites de Querétaro, Guanajuato y San Luis Potosí. Se adhirió al plan socialista de Sierra Gorda, pero nuevamente fue derrotado. Decidió retirarse a la vida privada.
Falleció el 5 de enero de 1897 en la Ciudad de México y sus restos fueron trasladados a la Rotonda de las Personas Ilustres el 5 de mayo de 1948. El 5 de diciembre de 2007 en el Salón de Plenos del Legislativo del Congreso del Estado de Puebla se escribió el nombre en letras de oro del poblano general “Miguel Negrete”.